# Liste des épisodes de Geronimo Stilton

Cet article recense la liste des épisodes de la série télévisée d'animation italienne Geronimo Stilton.

## Première saison (2009-2010)
1. Opération Shufongfong (Operazione Shufongfong)
2. C'est mon scoop (Che scoop, Geronimo!)
3. La comédie a assez duré (Ciak, si gira!)
4. La Momie sans nom (La mummia senza nome)
5. Barry la moustache (Barry il Baffetto)
6. Bas les pattes! (Giù le zampe faccia di fontina)
7. En route pour Chinatown (Rotta verso la Cina)
8. Sous hypnose (A me gli occhi!)
9. Le Grand Tournoi des rats martiaux (Il Gran Torneo dei Guerrieri Topitsu)
10. Le Trésor du capitaine Ranoir (Il tesoro di Baffonero)
11. Intrigue à bord du Rongeur-Express (Mistero sul Roditore Express)
12. La Maison du futur (Casa, dolce casa! Davvero?)
13. Porté disparu (Geronimo, missione Africa!)
14. Les Bijoux volés (La Rattobanda)
15. Tout doit disparaître! (Che fine ha fatto Tea?)
16. M. et Mme Coupleparfait (Che pasticcio l'amore!)
17. Téa, top model (Tea, top model!)
18. L'Orque attaque (Mamma, che orca!)
19. Opération Fromage (Che ne è stato del formaggio?)
20. Coup de théâtre (Chi è di scena?)
21. Les Règles du jeu (Dentro il videogioco!)
22. L'Alligator qui faisait du bien (Supersauro supereroe)
23. Une course semée d'embûches (Una gara piena di trabocchetti)
24. Frissons au château Beaupelage (Un castello da brivido)
25. Monsieur Je-sais-tout (Ma cos'è successo, Trappola?)
26. Un thé bien mouvementé (Tè, che passione!)

## Deuxième saison (2011-2012)
1. Ratonrat (A caccia di informazioni)
2. La Pyramide de Mimolès (Gelatine d'Egitto)
3. C'est dans le sang... (Vampiri in Famiglia)
4. Les Pires Rats des mers (Pirati all'arrembaggio)
5. Des souris et des chips (Geronimo in salsa di... guai)
6. Le Souffle du dragon (Il soffio del Dragone)
7. Le Cowboy fantôme (La leggenda del Cowboy Fantasma)
8. La Course du moustachistan (Lo Scrigno di Smeraldo)
9. Fromage secret (Ricetta Esplosiva)
10. La Souris des cavernes (Il topo preistorico)
11. La Star de Marie-Gruyère (Tutti in posa! Si scatta!)
12. Queue de sirène (Trappola per Sirena)
13. Lord Traq (Lord Trappola)
14. La Légende de Grosses Pattes (La leggenda di Zampagrande)
15. Nelson du Rat a disparu (Il mistero del triangolo delle Berguda)
16. La Quête du précieux Rongeur (Alla ricerca del Roditore d'Oro)
17. Un obstacle de taille (Mini - Stilton)
18. Moutons clonés (Sei in trappola, Geronimo!)
19. Surfe qui peut ! (Squali, surf e altri pasticci)
20. Un Rat de glace (Che caldo, al Polo!)
21. La Fontaine de jouvence (La Fontana dell'Eterna Giovinezza)
22. Retour au dojo (Il ritorno dei guerrieri Topitsu)
23. Le Grand Spiedini (Stratopiche Illusioni)
24. Les animaux ont la parole (Se gli animali potessero parlare…)
25. L'amour rend aveugle... et sourd (Matrimonio... con sorpresa)
26. Un amour de Parmezani (Che cotta, Geronimo !)

## Troisième saison (2016-2017)
Cette nouvelle saison a été coproduite par Atlantyca Entertainment et Superprod avec la participation de la RAI et de France Télévisions. Elle est diffusée depuis le 29 août 2016 en Belgique sur La Trois, et depuis le 8 octobre 2016 sur ICI Radio-Canada Télé. Elle est également retransmise en Italie depuis le 4 novembre 2016 sur la Rai Gulp, au Portugal depuis le 7 novembre 2016 sur Canal Panda et en Suisse depuis le 8 novembre 2016 sur RTS Deux.
1. Van Sourisling (Van Rattling)
2. Geronimo contre le sourigarou (Il mistero del topo mannaro)
3. Les Aventuriers du joyau perdu (La gemma del deserto)
4. Drôles de clones (Tanti Trappola, tanti guai !)
5. Dodo, Geronimo (Il grande sonno)
6. Qui est qui ? (Nei panni di Geronimo)
7. Panique au poulailler (Il mostro crestato del palcoscenico)
8. Tommeraker (Missione : Zero-Formaggio)
9. La Sorcière du bayou (La strega della palude)
10. Les Lumières du désert (A caccia di UFO)
11. Les Gardiens du roi (I guardiani del re)
12. Le Monstre des abysses (Nessun topo è un'isola)
13. Clown toujours (Un clown in Trappola)
14. Fou le volcan ! (Tanto fumo, niente scoop !)
15. Jeux d'hiver (Chi ha incastrato Tea ?)
16. Le Sabre de Souritomo (La spada di Mousitomo)
17. Un défi de taille (Un'avventura dal collo lungo lungo)
18. En route vers la lune (Topi sulla luna)
19. Sur les dents (Lo strano caso delle dentiere scomparse)
20. Vacances virtuelles (Una stratopica vacanza virtuale? No grazie)
21. Ça roule Geronimo ! (Campionato di Skateboard a Topazia)
22. Stoppeurs de fantômes (Allarme fantasmi a Topazia)
23. Le Mystère de l'île Manchego (Topomessaggio in bottiglia)
24. Sourissitter (Due topi e un bebé)
25. Lumière, caméra, action ! (Ciak a Topazia)
26. Espion en herbe (Spie, nerd e videogiochi)

## Personnages principaux de la série animée
1. Geronimo Stilton
2. Téa Stilton
3. Benjamin Stilton
4. Traquenard Stilton
5. Pandora Woz
6. Honoré Tourneboulé
7. Prince Souriasoc
8. Sally Rasmaussen
9. Ombre
10. Matuvu
11. Crick Croquerat